# 知本圳
知本圳為一座位於臺灣臺東縣卑南鄉知本地區的灌溉水圳系統，其最早由當地原住民族卑南族所開設，後臺灣進入日治時期再由台灣總督府接收並管理，目前由農業部農田水利署臺東管理處知本工作站進行管理與維護。

## 沿革

### 知本圳
知本圳最初由於知本地區土地荒蕪，因此聯合當地知本與建和兩村之村民進行開設，工程於西元1899年（民國前13年，清光緒25年）動工，並取水自知本溪，歷時1年於西元1900年 （民國前12年，清光緒26年）正式完工通水。
臺灣進入日治時期後，日本台灣總督府於西元1915年（民國4年）將知本圳納入管轄，並設立為知本公共埤圳，西元1930年（民國19年）再成立知本水利組合對知本圳進行管理，西元1940年（民國29年）併入卑南水利組合，西元1943年（（民國32年）再併入台東水利組合。
西元1924年（民國13年），由於知本圳最初由地方人士開設，在當時已有20年歷史，再加上設施簡陋，且知本溪河床時有變動，取水量不足，以至於當時的灌溉面積僅有60餘公頃，因此日本台灣總督府撥款交由台東拓殖株式會社改建，並增建第一美和圳（該圳目前為現今的美和圳），而原知本圳則改名為第二美和圳。 爾後由於第二美和圳引自知本溪溪水，因次又改回知本圳之名。
中華民國接管臺灣後，當時台灣省政府水利局接管知本圳，鑑於知本圳因無沉沙池設置，導致大量泥沙流入圳內，因此於西元1947年（民國39年）規劃建設沉沙池一座。

## 設施

### 進水口
一座，進水量每秒3.50立方公尺。

### 沉沙池
一座，長70公尺，寬15公尺。

### 導水設施
幹線總長5.6公尺，幹線制水門2座，分水門5座。

### 水利公園
- 知本圳進水口親水公園

知本圳進水口親水公園佔地約1.4公頃，公園內花木扶疏，綠意盎然，有健康步道、休閒涼亭、觀景亭等設施，也有小橋流水、大小奇石、水車等造景。

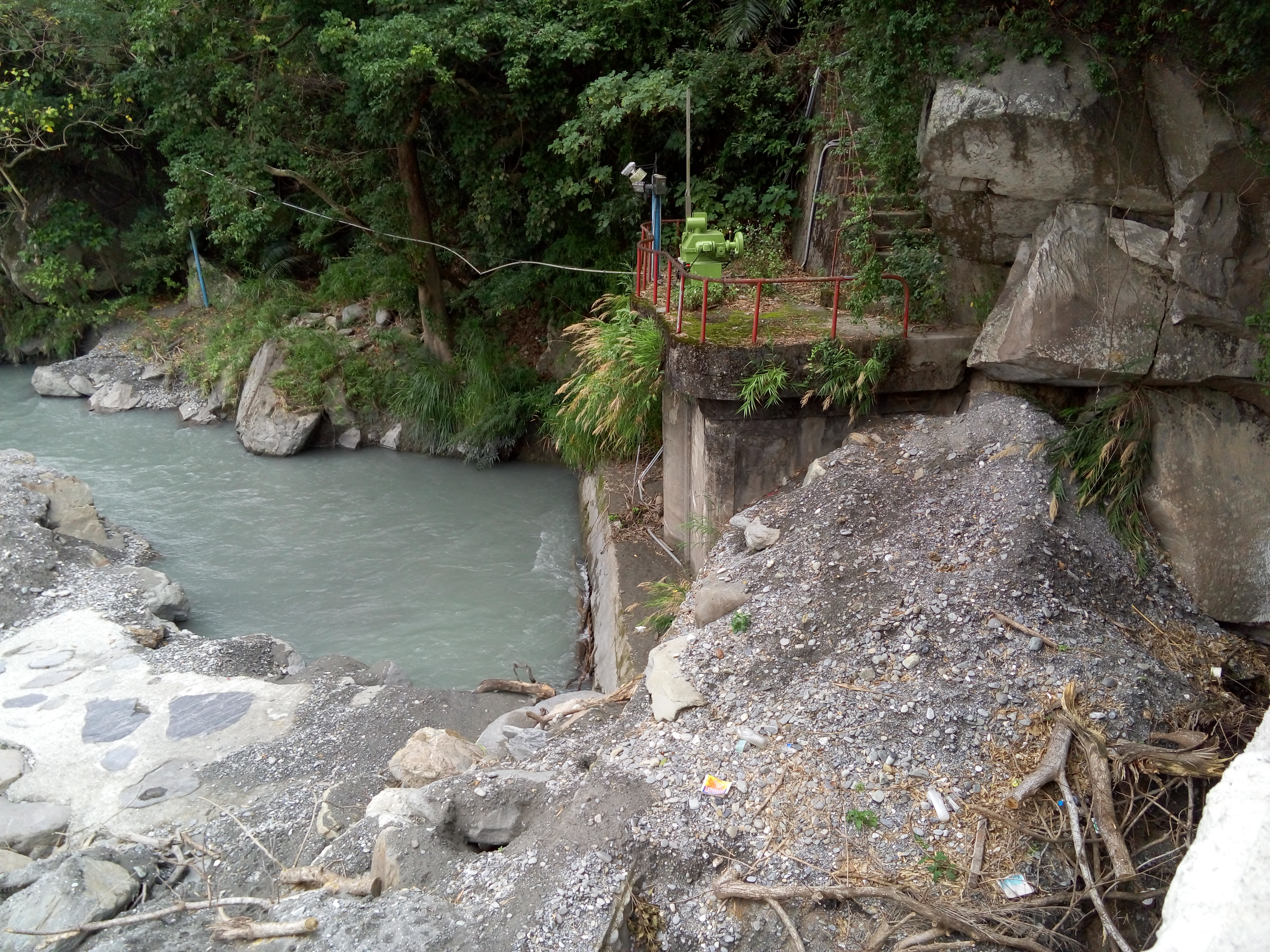
知本圳進水口
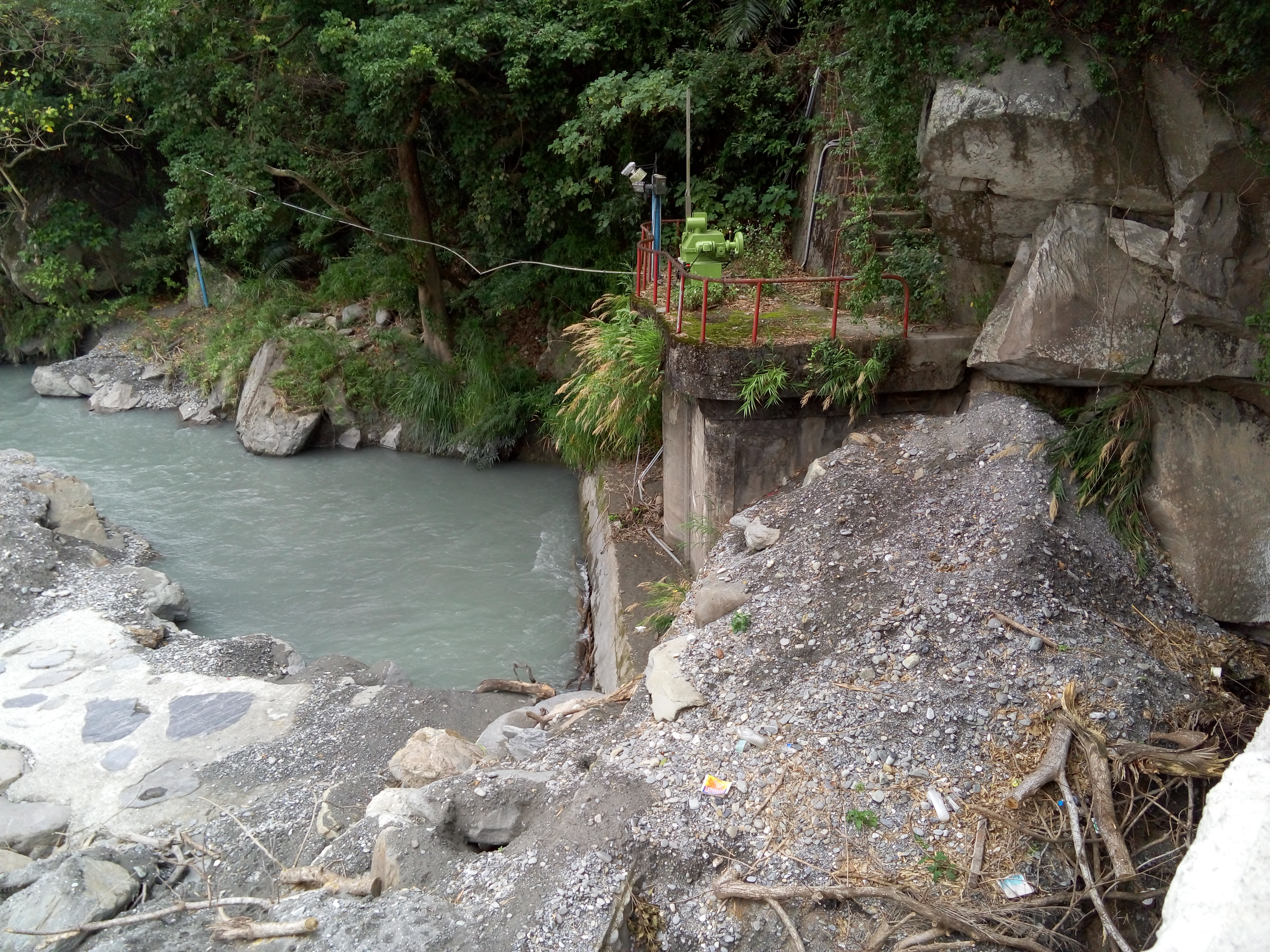
知本圳進水口遠觀
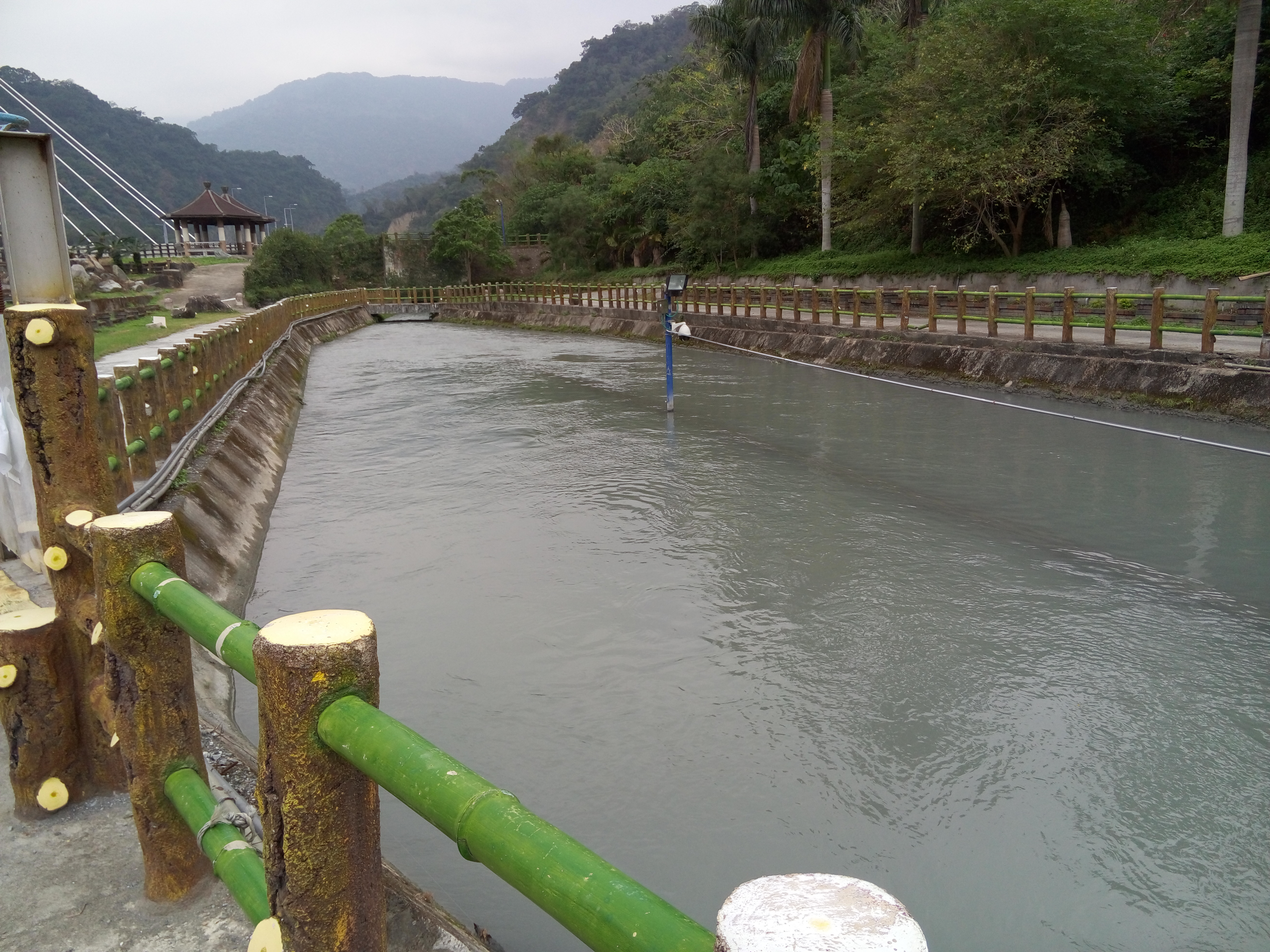
知本圳沉沙池
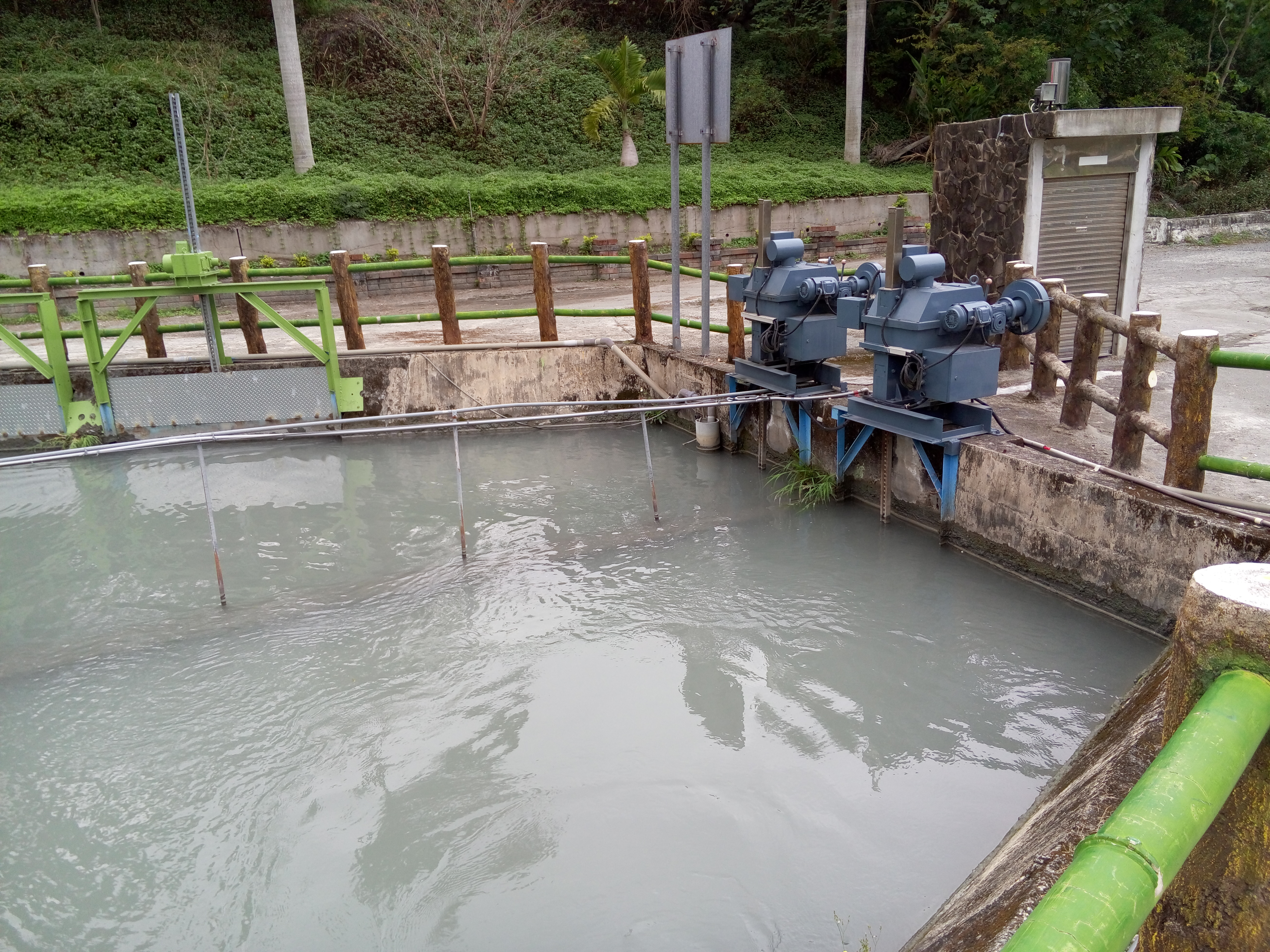
知本圳沉沙池控制閘門
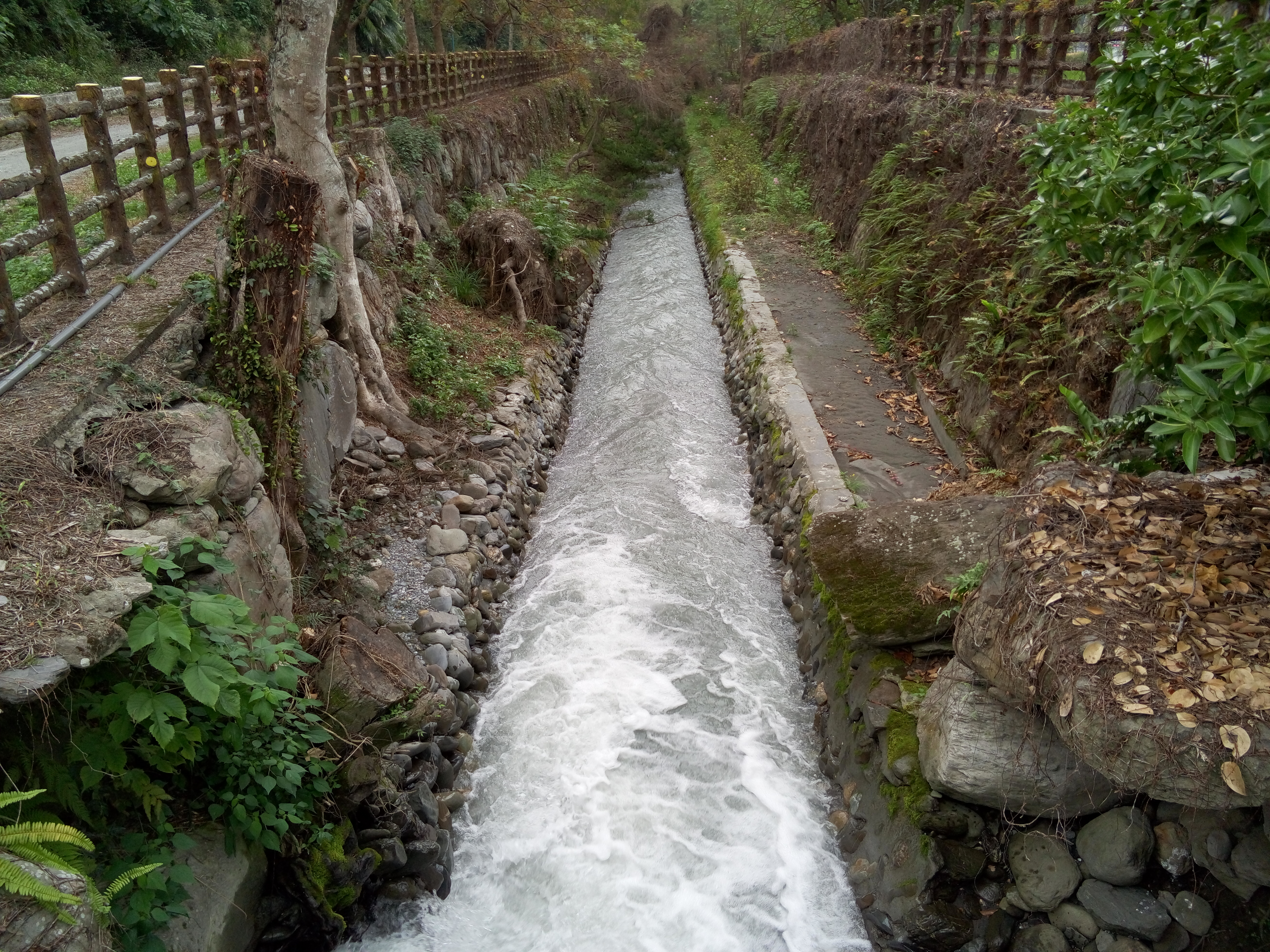
知本圳圳道主幹線
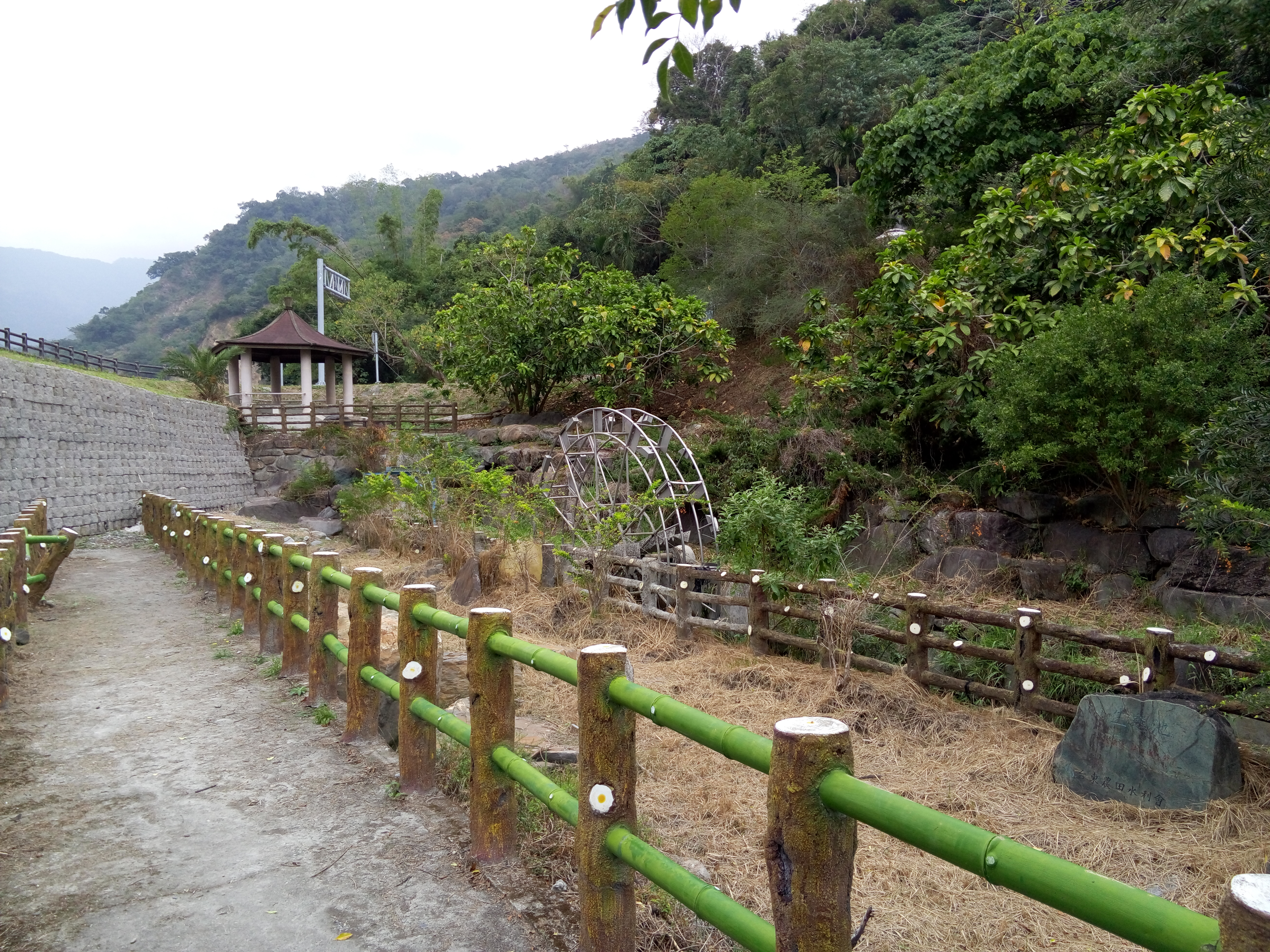
知本圳親水公園水車

## 改善工程
- 知本圳幹線歷年改善工程[4]

知本圳惟早期進水口及圳路設施老舊，圳路多為土渠或乾砌塊石，因易崩塌及雜草竹木繁生，影響灌溉甚鉅。台東農田水利會會有鑑於此，即擬定計畫分年分期予以改善，自西元1993年（民國82年）起至西元1998年（民國87年）止，分年編列預算辦理更新。
| 施工年度 | 工程名稱                         | 工程內容                                               | 工程金額           |
| -------- | -------------------------------- | ------------------------------------------------------ | ------------------ |
| 82       | 知本圳幹線改善工程（第一期）     | AP管埋設407M，護坡工192M，版橋22座， 混凝土內面工2443M | 新台幣20,190,000元 |
| 87       | 知本圳幹支分線改善工程           | U型混凝土內面工1577M，加蓋工146M，護坡工112M           | 新台幣2,795,411元  |
| 87       | 知本圳沉砂池附屬工程             | 沉砂池整理1全， 混凝土內面工468M                       | 新台幣3,053,133元  |
| 87       | 知本圳幹支分線改善工程（第二期） | 擋土牆236M，高壓連鎖地磚175M2，綠美化工程1全           | 新台幣 2,401,456元 |
| 總計     |                                  |                                                        | 新台幣28,440,000元 |

## 周遭景點
- 知本溫泉
- 勇男橋
- 白玉瀑布
- 知本國家森林遊樂區

## 資料來源
1. ↑  .   [2014-12-15]. （原始内容存档于2016-01-21）.
2. 1 2 3 4 5 6 7   (PDF).   [2014-12-15].[永久]
3. ↑  .   [2014-12-15]. （原始内容存档于2014-12-15）.
4. 1 2 3 4 5 6 7  .   [2014-12-15]. （原始内容存档于2014-12-15）.